# Nan

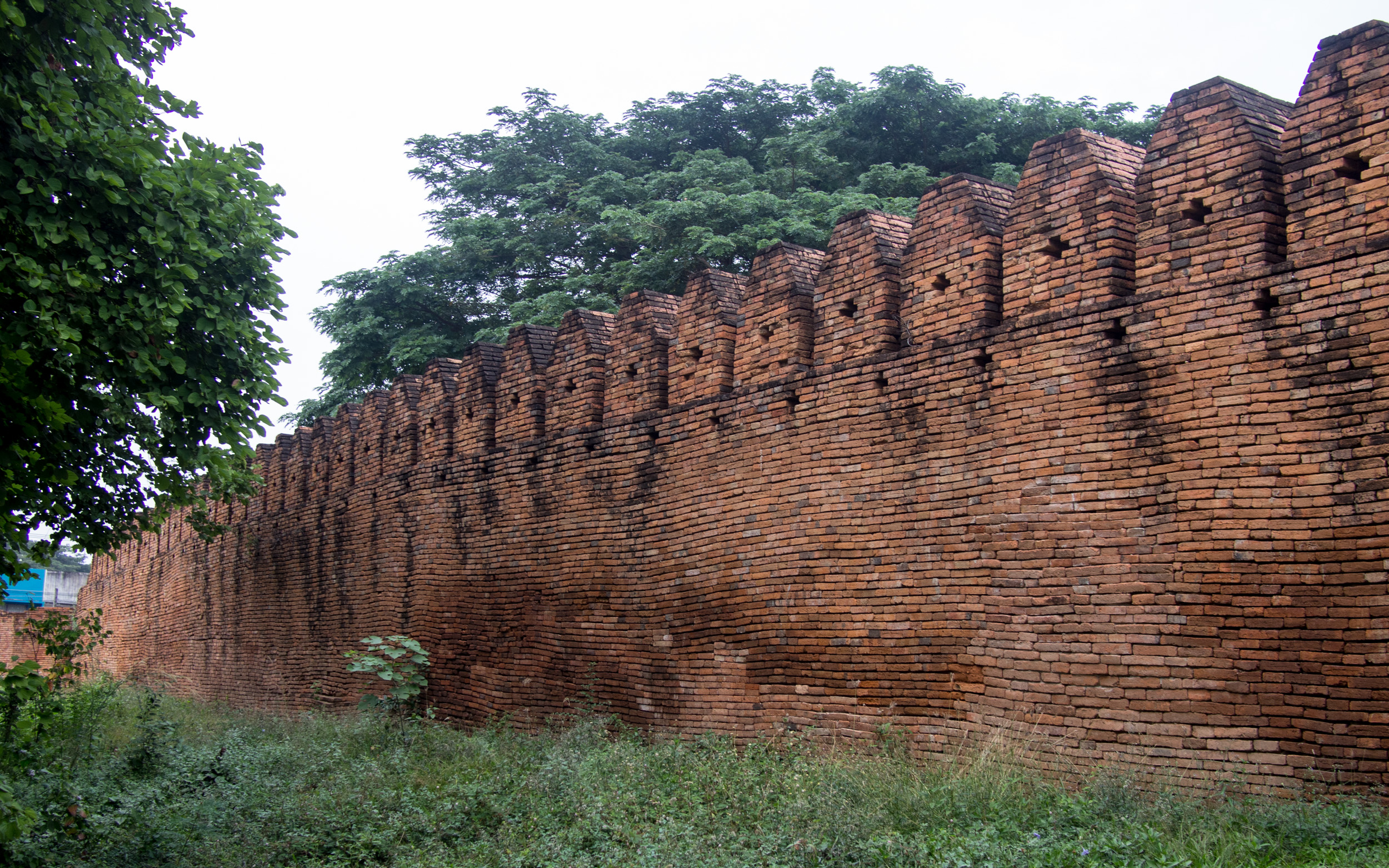
Reste der historischen Stadtmauer

Nan (Thai: น่าน, vollständiger Name: เทศบาลเมืองน่าน) ist eine Stadt (Thesaban Mueang) der Provinz Nan in der Nordregion von Thailand.
Sie ist die Hauptstadt der gleichnamigen Provinz und des Landkreises (Amphoe) Mueang Nan.

## Lage
Nan liegt etwa 670 km nördlich von Bangkok am Mae Nam Nan (Nan-Fluss), einem Zufluss des Mae Nam Chao Phraya nahe der Grenze zu Laos. Die Stadt ist umschlossen von hohen unwegsamen Bergen, die Naturfreunde anziehen.

## Geschichte
Ab etwa 1280 lässt sich die Besiedlung Nans nachweisen. Das kleine Reich wurde durch die Unwegsamkeit der Umgegend vor Angriffen geschützt, war jedoch über lange Jahre den Königen von Chiang Mai (Lan Na) tributpflichtig, nach deren Ende mehr als 200 Jahre lang Vasallen der Birmanen. Erst 1931 wurde Nan offiziell dem Staat Siam angegliedert. Heute gibt es Angehörige hauptsächlich der Tai Lü und anderer Bergvölker in der Provinz mit eigenen Sitten und Gebräuchen.
Siehe Hauptartikel: Geschichte Thailands

## Wirtschaft und Bedeutung
Berühmt ist die Gegend für ihre süßen Orangen (Som Si Thong = Gold-Orangen). Textilien werden in Heimarbeit hergestellt, hauptsächlich Webereien mit Wellen- und Stufenmuster, und für Musikinstrumente (das Streichinstrument salo und die gezupfte Langhalslaute sueng).

## Sehenswürdigkeiten
- Nationalmuseum Nan: Museum für Kunstgeschichte, Archäologie und Völkerkunde; am Ort des ehemaligen Palastes der Feudalherren von Nan, Stein-Inschriften aus dem 15. Jh., Thron aus dem 19. Jh., Gegenstände des Alltags der Bergbewohner.
- Wat Phumin: einzigartiger Tempel aus dem späten 16. Jahrhundert im Mon-Chiang-Saen-Mischstil mit einer Buddha-Gruppe, in der vier Statuen mit dem Rücken zueinander in alle Himmelsrichtungen blicken, sehr schön geschnitzte Portale, einzigartige Wandmalereien.
- Bootsrennen: Die bekannte traditionelle Hauptattraktion auf dem Nan-Fluss und der Höhepunkt eines zweiwöchigen Festes, das jedes Jahr nach Abschluss der buddhistischen „Fastenzeit“ (Ok Phansa) gegen Ende Oktober gefeiert wird. Die Renntradition soll bereits gegen Ende des 19. Jahrhunderts entstanden sein. Die Boote, die teilweise 30 Meter lang sind, können bis zu 50 Ruderer aufnehmen. Sie sind aus einem einzelnen Baumstamm gefertigt und farbenfroh mit traditionellen Motiven bemalt.

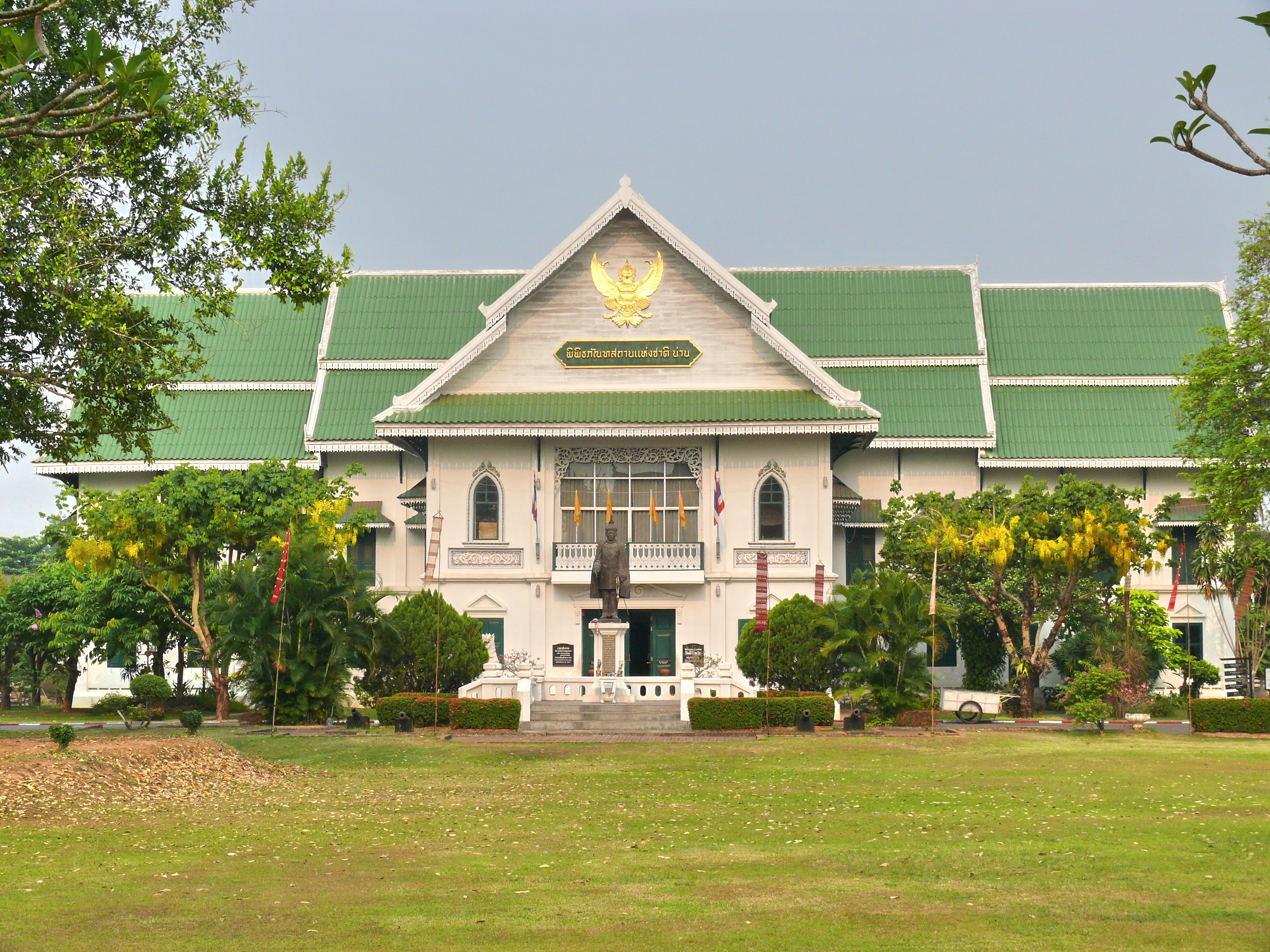
Nationalmuseum Nan
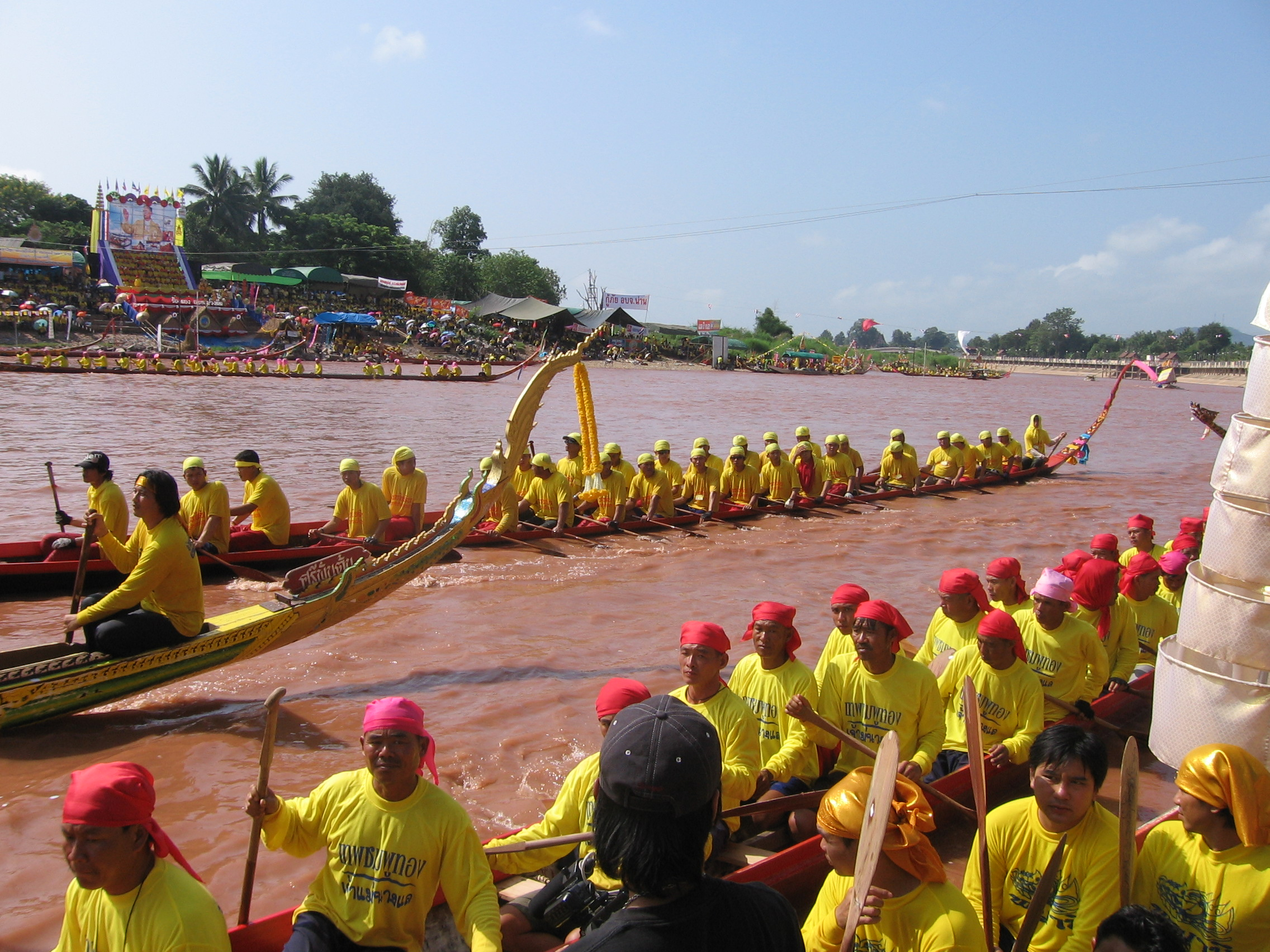
Bootsrennen auf dem Nan-Fluss
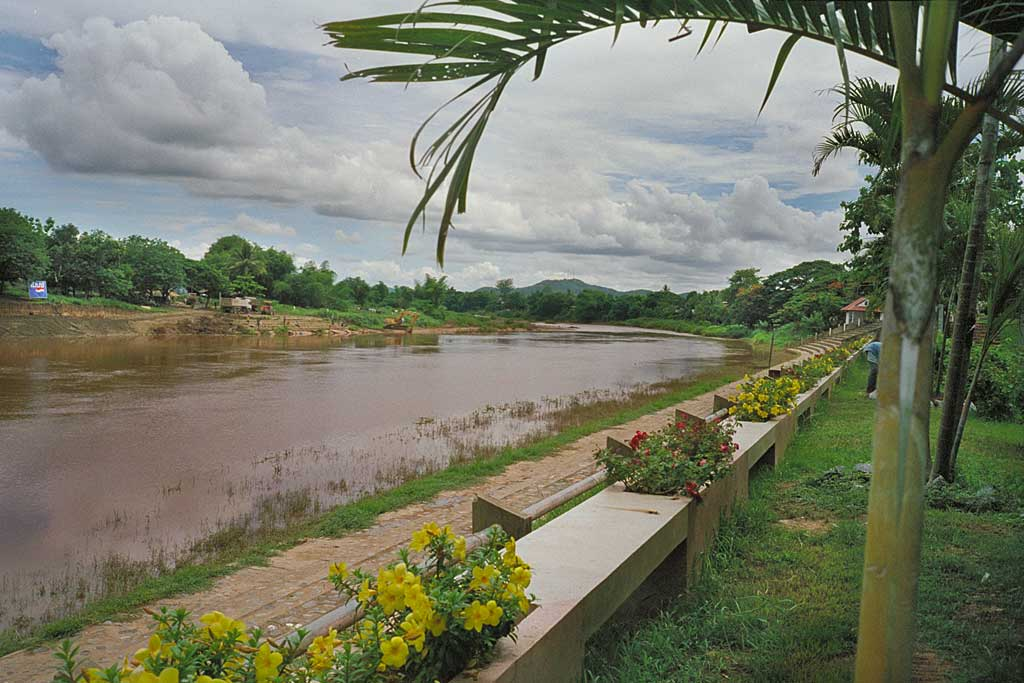
Der Nan-Fluss an der Stadt
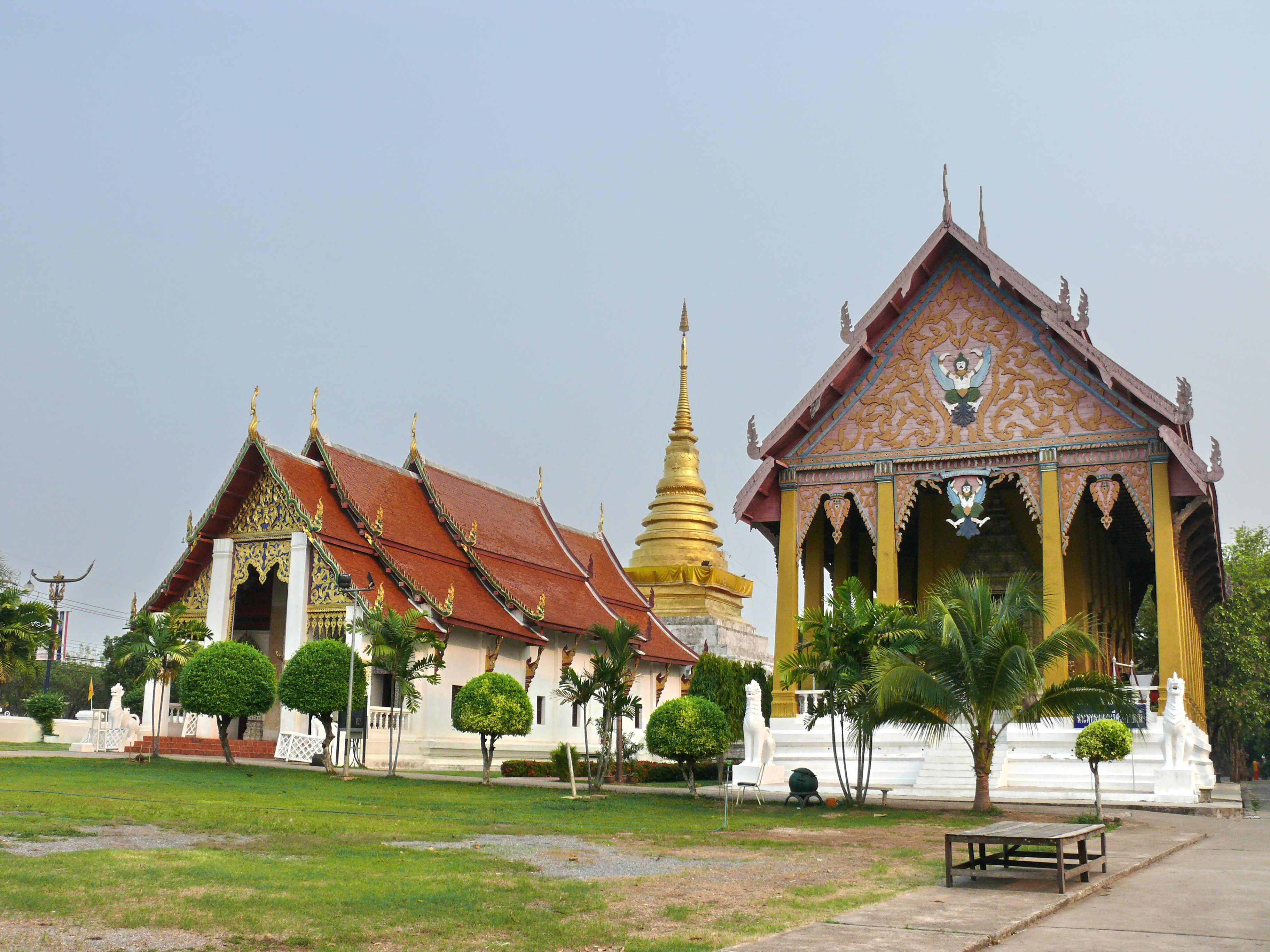
Ubosot, Chedi und Wihan des Wat Phra That Chang Kham
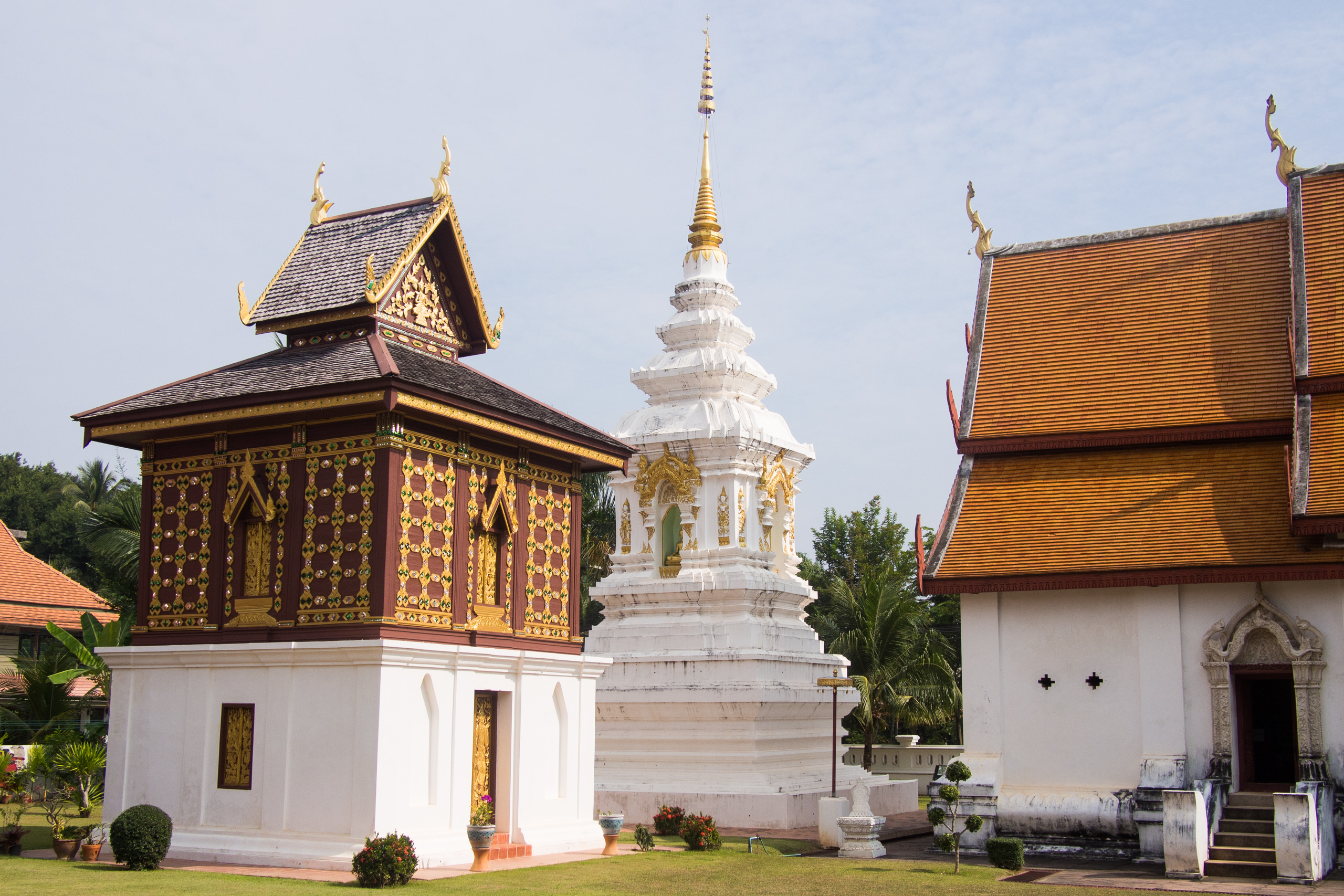
Wat Hua Khuang
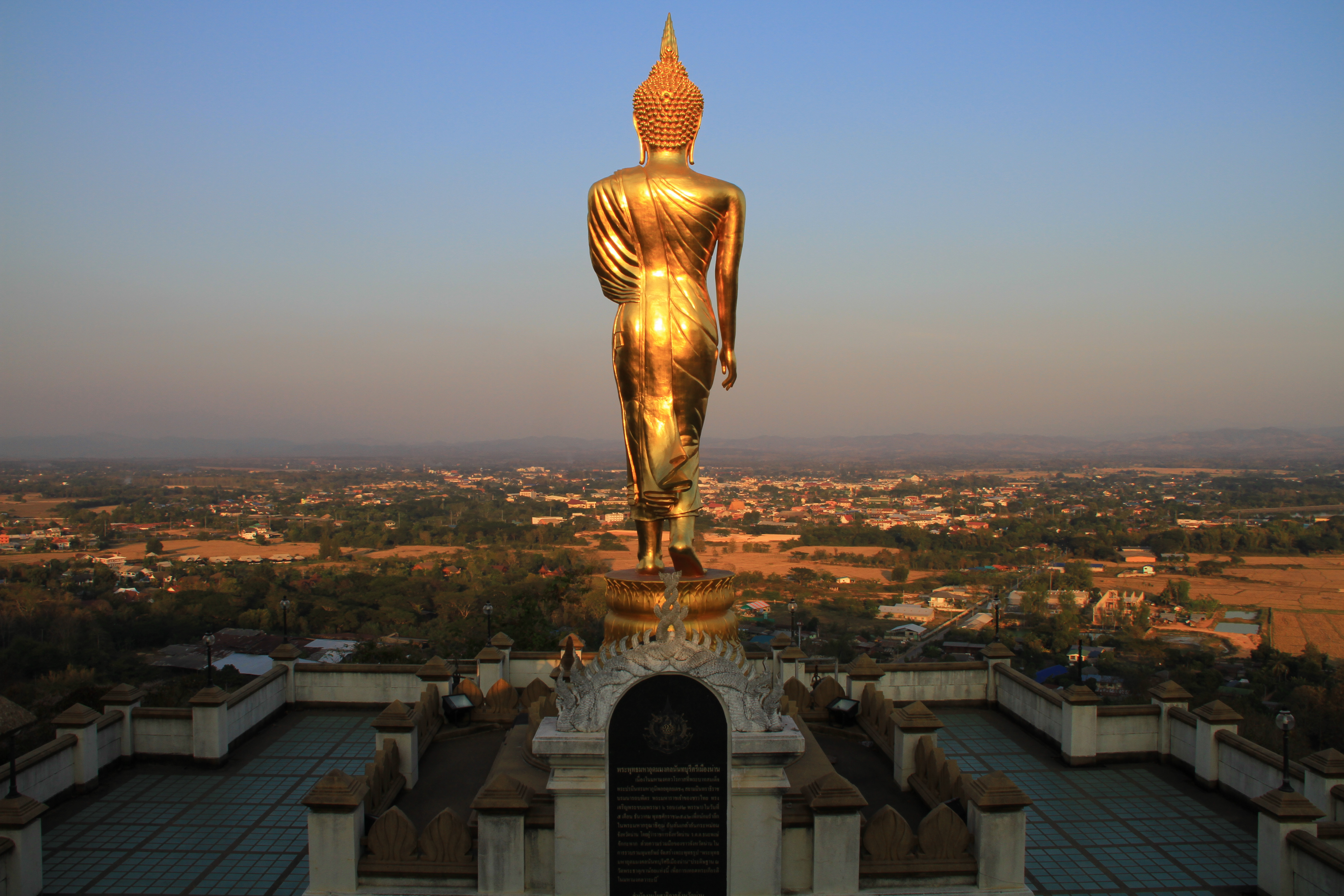
Schreitender Buddha vom Wat Phra That Khao Noi blickt über die Stadt

## Persönlichkeiten
- Yuttajak Kornchan (* 1982), Fußballspieler
- Ekkaluck Thongkit (* 1983), Fußballspieler
- Suksayam Chanmaneewech (* 1985), Fußballspieler
- Chanatphol Sikkamonthol (* 1989), Fußballspieler
- Witthaya Moonwong (* 1993), Fußballspieler
- Supanich Poolkerd (* 1997), Leichtathletin
- Niphitpon Hadchan (* 2002), Fußballspieler